# Phil Dike
Phil Dike (1906-1990) est un artiste de décor d'animation et aquarelliste américain. Il est connu entre autres pour son travail au sein de studios Disney.

## Filmographie
- 1937 : Blanche-Neige et les Sept Nains, décor
- 1940 : Fantasia segment Nuit sur le Mont Chauve, développement de l'histoire
- 1944 : Les Trois Caballeros, consultant couleur sur les prises de vue réelles